# Adolf Frey
Adolf Frey (Küttigen, 18 febbraio 1855 – Zurigo, 12 febbraio 1920) è stato uno storico della letteratura e poeta svizzero.

## Biografia
Figlio di uno scrittore ed editore, Adolf Frey conseguì il dottorato a Berna nel 1877, per poi trasferirsi a Zurigo, Lipsia e infine Berlino, dove diresse il Deutsches Familienblatt. Comprendendo che lavorare a tempo pieno in campo letterario non garantiva stabilità finanziaria a sufficienza, rientrò in patria per insegnare in una scuola secondaria ad Aaru.
Esordì in campo letterario pubblicando Gedichte (1896). Dal 1898 al 1910 insegnò storia della letteratura tedesca all'Università di Zurigo, interessandosi in particolare al poeta svizzero Johann Gaudenz von Salis-Seewis (1762–1834). Numerosi furono i suoi saggi sui poeti svizzeri e sulla poesia dialettale, mentre in campo poetico venne accostato al realismo e agli autori Gottfried Keller, Theodor Storm e Detlev von Liliencron. Quest'ultimo in particolare elogiò Totentanz, la poesia più nota di Frey.

## Opere
- Albrecht von Haller und seine Bedeutung für die Deutsche Literatur. Hermann Haessel, Leipzig 1879.
- Schweizersagen. Dürr, Leipzig 1881; 2. Auflage 1921.
- J. Gaudenz von Salis-Seewis. Huber, Frauenfeld 1889.
- Duss und underm Rafe: Füfzg Schwizerliedli. J. Huber, Frauenfeld 1891; 2. Auflage 1899; 3. Auflage 1921.
- Erinnerungen an Gottfried Keller. Haessel, Leipzig 1892; Rotapfel, Zürich 1979, ISBN 3-85867-095-2.
- Totentanz. Sauerländer, Aarau 1895.
- Conrad Ferdinand Meyer. Sein Leben und seine Werke. Cotta, Stuttgart 1900; 4., ergänzte Auflage 1925.
- Arnold Böcklin. Nach den Erinnerungen seiner Zürcher Freunde. Stuttgart 1903
- Die Jungfer von Wattenwil. Historischer Schweizerroman. Cotta, Stuttgart 1912.
- Schweizer Dichter. Quelle & Meyer, Leipzig 1914.
- Blumen. Ritornelle. Rascher, Zürich 1916.
- Bernhard Hirzel. Zürcher Roman. Rascher, Zürich 1918.
- Stundenschläge. Letzte Gedichte. Haessel, Leipzig 1920.
- Aus versunkenen Gärten. Ritornelle. Bilder von Ernst Kreidolf. Rotapfel, Erlenbach 1932.
- Aus Literatur und Kunst. Unveröffentlichtes oder Unzugängliches aus dem Werk. Hrsg. v. Lina Frey-Beger. Huber, Frauenfeld 1932.